# Bling-Bang-Bang-Born
Bling-Bang-Bang-Born是日本雙人饒舌組合Creepy Nuts所演唱的歌曲，也作為日本動畫節目《肌肉魔法使-MASHLE-》的第二季——《神覺者候補選拔試驗篇》之片頭曲，在2024年1月7日由Sony Music Associated Records發行。
Bling-Bang-Bang-Born透過「BBBB舞蹈」網路挑戰讓這首歌從日本紅遍至全球，因此這首歌在告示牌全球二百大單曲榜登上第8名，在日本告示牌百大單曲榜拿下19週冠軍，僅次於拿下22週冠軍的YOASOBI歌曲偶像，也在Oricon單曲合算榜拿下4周冠軍。

## 音樂製作
2023年11月11日，Creepy Nuts宣布要為日本動畫節目《肌肉魔法使-MASHLE-》的第二季——《神覺者候補選拔試驗篇》獻唱片頭曲Bling-Bang-Bang-Born。R-指定負責作詞，DJ松永則負責作曲編曲。本作描繪了在魔法世界中出生時沒有魔法的年輕人馬修·班地德與黑暗魔法組織進行戰鬥的故事，而Creepy Nuts則認為馬修的困境與他們的職業生涯有關。
Bling-Bang-Bang-Born時長2分48秒，每分鐘157拍，以
拍的升F大調構成。曲風方面被認為是首澤西俱樂部、巴爾的摩俱樂部歌曲。綜合文化網站Real Sound的石井恵梨子稱讚歌曲兼具力度和幽默的演唱方式，尤其是演唱歌名段落時的「砰砰」聲，給人一種超然的愉悅感。

## 發行與宣傳

CGI動畫角色表演“BBBB舞”，如同電視動畫節目的開場所示。

歌曲於2024年1月7日發行，同時開放開放全球數位下載和線上串流服務。在發行當日，Aniplex的官方YouTube頻道（アニプレックス チャンネル）上發布該動畫片頭影片，其瀏覽量於同月21日達到1,000萬次。此外，伴隨Bling-Bang-Bang-Born的「BBBB舞蹈」在TikTok等短影音平台上走紅，該部日本動畫的配音員小林千晃、川島零士、石川界人、江口拓也、上田麗奈、梶裕貴、梅原裕一郎、七海弘希等人也跟著在網路平台上進行這首歌的舞蹈挑戰。
3月3日，Creepy Nuts在其YouTube頻道發布官方MV，同月6日於富士電視台播出的音樂綜藝節目《THE WEEKLY 99 MUSIC》首度表演歌曲Bling-Bang-Bang-Born。接著又在3月8日朝日電視台的《MUSIC STATION》上演唱，當天THE FIRST TAKE發布Creepy Nuts演唱該歌曲的影片，且在4天后達到1,000萬次觀看，成為THE FIRST TAKE系列最快紀錄。隨後，該單曲於3月20日與Nidone共同以雙A面CD單曲形式發行。

## 商業表現

### 告示牌排行榜
在日本，Bling-Bang-Bang-Born在2024年1月17日於日本告示牌熱門動畫歌曲榜登上第11名，並於1月31日登上第1名。1月17日當天也於日本告示牌「TikTok Weekly Top 20」榜單和百大單曲榜分別登上第5名和第27名，隨後這首歌從1月31日開始在日本百大單曲榜拿下19週冠軍，僅次於拿下22週冠軍的YOASOBI歌曲偶像。1月18日，這首歌曲在「Global Japan Songs excl. Japan」排行榜登上第8名，並於一周後登上第1名。2月28日，這首歌在日本告示牌的串流量達到1億次，並且與LiSA的炎和米津玄師的KICK BACK並列為7周內於日本告示牌串流量破億的歌曲。
Bling-Bang-Bang-Born在香港告示牌歌曲榜和台灣告示牌歌曲榜分別登上3月23日當周的第15名和第2名，另外在美國告示牌世界單曲銷售榜則登上1月27日當周的第3名。全球方面，這首歌在告示牌全球二百大單曲榜最初登上1月27日當周的第77名，隨後在3月19日公布這首歌於該榜單登上3月23日當周的第8名，不僅是繼LiSA的炎和YOASOBI的偶像之後第3首登上該榜單前10名的日語歌曲，也是繼LiSA、YOASOBI、和Joji之後第四組登上該榜單前10名的日本籍歌手。

### 串流平台
2024年1月15日，Bling-Bang-Bang-Born登上Spotify世界百大歌曲榜第80名，並且在台灣、捷克、印尼、寮國、墨西哥、智利、烏克蘭、美國、英國、法國、南非等國家和地区登上各自的iTunes Hit Hop排行榜冠軍。

## 曲目列表
- 數位下載和串流

1. Bling-Bang-Bang-Born – 2:48
2. Bling-Bang-Bang-Born（伴奏版）– 2:48

- CD單曲（初回生產限定盤、通常盤）

1. Nidone – 3:29
2. Bling-Bang-Bang-Born – 2:50
3. Nidone（伴奏版）– 3:29
4. Bling-Bang-Bang-Born（伴奏版）– 2:50

- CD單曲（期間生産限定盤）

1. Bling-Bang-Bang-Born – 2:50
2. Nidone – 3:29
3. Bling-Bang-Bang-Born（伴奏版）– 2:50
4. Nidone（伴奏版）– 3:29

- BLU-RAY（初回生產限定盤） — Creepy Nuts One Man Tour Ensemble Play at Saitama Super Arena

1. 2Way Nice Guy – 3:48
2. Joen Dan'yū-shō – 3:47
3. Teren Tekuda – 3:28
4. Spotlight – 4:01
5. Patto Saite Chitte Hai ni – 3:18
6. Santora – 4:21
7. Mimi Nashi Hōichi Style – 3:40
8. Dawn – 3:33
9. Daten – 2:58
10. Yofukashino Uta – 4:04
11. Inu mo Kuwanai – 3:13
12. Kami-sama – 3:49
13. Madman – 1:36
14. Yūjin A – 3:13
15. Front 9 Ban – 3:54
16. Losstime – 3:49
17. Katsute Tensai Datta Oretachi e – 4:11
18. Bad Orangez – 3:53
19. Great Journey – 4:19
20. Miyagebanashi – 5:21
21. Baka Majime – 3:06
22. Nobishiro – 5:17
23. Behind the Scenes of Creepy Nuts in Saitama Super Arena – 29:33

- BLU-RAY（期間生產限定盤）

1. 「TV Anime Mashle: Magic and Muscles – The Divine Visionary Candidate Exam Non-Credit OP Video」 – 1:29

## 排行和銷量認證
| 排行榜（2024年）                                         | 最高 排名 |
| -------------------------------------------------------- | --------- |
| 法國（法國唱片出版業公會單曲榜）                         | 173       |
| 德國（官方德國榜單下載榜）                               | 44        |
| 全球（《告示牌》全球二百大單曲榜）                       | 8         |
| 香港（《告示牌》香港歌曲榜）                             | 24        |
| 日本（日本告示牌百大單曲榜）                             | 1         |
| 日本（日本告示牌熱門動畫歌曲榜）                         | 1         |
| 日本（Oricon單曲榜） 《二度寝/Bling-Bang-Bang-Born》     | 6         |
| 日本（Oricon單曲合算榜）                                 | 1         |
| 日本（Oricon動畫單曲榜） 《二度寝/Bling-Bang-Bang-Born》 | 4         |
| 紐西蘭（RMNZ熱門單曲榜）                                 | 12        |
| 新加坡（RIAS地區歌曲榜）                                 | 13        |
| 南韓（Circle数字榜）                                     | 188       |
| 台灣（《告示牌》台灣歌曲榜）                             | 2         |
| 美國（《告示牌》世界單曲銷售榜）                         | 3         |

| 排行榜（2024年）         | 排名 |
| ------------------------ | ---- |
| 日本（Oricon單曲榜）     | 18   |
| 日本（Oricon動漫單曲榜） | 5    |

| 排行榜（2024年）                   | 排名 |
| ---------------------------------- | ---- |
| 全球（《告示牌》全球二百大單曲榜） | 67   |
| 日本（日本告示牌百大單曲榜）       | 1    |
| 日本（日本告示牌熱門動畫歌曲榜）   | 1    |

| 國家或地區                                      | 認證     | 認證單位/銷量 |          |
| 數位下載                                        | 數位下載 | 數位下載      | 數位下載 |
| ----------------------------------------------- | -------- | ------------- | -------- |
| 日本（日本唱片協會）                            | 金       | 100,000*      |          |
| 串流媒體                                        |          |               |          |
| 日本（日本唱片協會）                            | 2× 白金  | 200,000,000†  |          |
| - *僅含認證的實際銷量 - †僅含認證的串流媒體銷量 |          |               |          |

## 外部連結
- YouTube上的Mashle: Magic and Muscles – The Divine Visionary Candidate Exam non-credit opening video featuring "Bling-Bang-Bang-Born" (anime edit)